# Me & Roboco
Me & Roboco (僕とロボコ, Boku to Roboko) est un shōnen manga écrit et dessiné par Shuhei Miyazaki. Il est prépublié depuis le 6 juillet 2020 dans le Weekly Shōnen Jump, puis publié en volumes reliés par l'éditeur japonais Shūeisha. Une adaptation en anime est diffusée depuis le 5 décembre 2022.

## Synopsis
Au cours du XXIe siècle, des robots humanoïdes ultra perfectionnés ont vu le jour, et de jolies maids mécaniques équipent la plupart des foyers.
Le jeune Bondo, lassé par ses amis, rêve d'en avoir une à son service, et a enfin réussi à convaincre sa mère d'en acheter une. Mais quelle n'est pas sa surprise quand il reçoit Roboko, une maid hors-norme, au comportement imprévisible et qui n'a pas l'apparence escomptée... Ses capacités surpuissantes pourraient cependant bien s'avérer utiles dans certaines situation, et, Roboko se révélant attachante malgré tout, Bondo va vite la considérer comme faisant partie de sa famille.

## Personnages
Roboco (ロボコ, Roboko)
Un robot, autoproclamée femme de ménage, qui sert Bondo. Elle a une structure corporelle lourde et des jambes masculines. Lorsqu'elle sa batterie faibli, son corps se transforme en celui d'une petite fille mince.
Bondo Taira (平 凡人, Taira Bondo)
Bondo est un garçon ordinaire de 10 ans. Il supporte Roboco malgré ses pitreries, mais il les tolère et il se sent seul quand elle n'est pas avec lui. Il est obsédé par le Weekly Shōnen Jump.
Gachi Gorilla (我知 ゴリラ, Gachi Gorira)
Gachi Gorilla est l'un des meilleurs amis de Bondo. Gachi Gorilla n'hésite pas à aider ses amis lorsqu'ils ont des problèmes. Lorsqu'il ne joue pas avec ses amis, il aide sa mère à garder sur ses frères et sœurs.
Mottsuo Kaneo (金尾 モツオ, Kaneo Motsuo)
Motsuo est le meilleur ami de Bondo et possède également une servante nommée Meico. Il est le plus riche et le plus intelligent de ses amis. Son père voulait l'inscrire dans une école primaire à l'étranger, mais il a refusé, et à la place, il a passé un accord avec son père indiquant qu'il doit être le meilleur à chaque examen national pour pouvoir rester avec ses amis jusqu'à ce qu'il obtienne son diplôme.
Madoka (円)
Madoka est une jeune fille de 11 ans qui travaille également comme idole à temps partiel. Bondo a le béguin pour elle et fait tout pour l'impressionner. Madoka a une humeur changeante : quand elle est sérieuse elle devient très masculine.
La mère de Bondo (ボンドのママ, Bondo no Mama)
Il s'agit de la mère de Bondo. On la voit souvent porter un couteau, même lorsqu'elle n'en a pas besoin...

## Manga
Me and Roboco est dessiné par Shuhei Miyazaki. La série débute dans le 31e numéro de l'année 2020 du Weekly Shōnen Jump paru le 6 juillet 2020,. Depuis, la série est éditée sous forme de volumes reliés par Shūeisha et compte 23 tomes en août 2025. L'auteur, Shuhei Miyazaki, parodie des mangas célèbres, comme Demon Slayer, Jujutsu Kaisen ou Doraemon, sur les couvertures des volumes,,.

### Liste des volumes
| no | Japonais         | Japonais          |
| no | Date de sortie   | ISBN              |
| --- | ---------------- | ----------------- |
| 1 | 4 novembre 2020  | 978-4-08-882509-0 |
| Couverture : Roboco, Bondo Taira, Madoka, Motsuo Kaneo & Gorilla Gachi (couverture inspirée du volume 1 de Doraemon).Liste des chapitres : - Chapitre 1 : ボンドとロボ子 (Bondo to Roboko) - Chapitre 2 : メイコとロボコ (Meiko to Roboko) - Chapitre 3 : "あの子とロボコ" ("Ano ko to Roboko") - Chapitre 4 : 山とロボコ (Yama to Roboko) - Chapitre 5 : ロボコ？とロボコ (Roboko ? To Roboko) - Chapitre 6 : ニョンタとロボコ (Nyonta to Roboko) - Chapitre 7 : オバケとロボコ (Obake to Roboko) - Chapitre 8 : 過去とロボコ (Kako to Roboko) - Chapitre 9 : ゴリラとロボコ (Gorari to Roboko) |                  |                   |
| 2 | 4 février 2021   | 978-4-08-882548-9 |
| Couverture : Roboco, Bondo Taira, Mom, Madoka, MotsuoKaneo , Gorilla Gachi, Meico, Ruri Gachi & Nyonta (couverture inspirée du volume 1 de One Piece).Liste des chapitres : - Chapitre 10 : 料理とロボコ (Ryōri to Roboko) - Chapitre 11 : バイトとロボコ (Baito to Roboko) - Chapitre 12 : モツオとメイコ (Motsuo to Meiko) - Chapitre 13 : 秘密とロボコ (Himitsu to Roboko) - Chapitre 14 : ルリとロボコ (Ruri to Roboko) - Chapitre 15 : ジャンプとロボコ (Janpu to Roboko) - Chapitre 16 : ロボミとロボコ (Robomi to Roboko) - Chapitre 17 : バレーとロボコ (Barē to Roboko) - Chapitre 18 : アウトドアとロボコ (Autodoa to roboko) - Chapitre 19 : アカネとロボコ (Akane to Roboko) |                  |                   |
| 3 | 2 avril 2021     | 978-4-08-882595-3 |
| Couverture : Roboco, Bondo Taira, Gorilla Gachi, Motsuo Kaneo, Madoka, Meico, Nyonta, Ruri Gachi & Mom (couverture inspirée de la couverture du 8ème numéro de 2017 du Weekly Shōnen Jump avec en couverture The Promised Neverland)Liste des chapitres : - Chapitre 20 : ダイエットとロボコ (Daietto to Roboko) - Chapitre 21 : ママとロボコ (Mama to Roboko) - Chapitre 22 : ツイッターとロボコ (Tsuittā to Roboko) - Chapitre 23 : 約ネバとロボコ (Yaku Neba to Roboko) - Chapitre 24 : ルリと手塚賞 (Ruri to Tedzuka-shō) - Chapitre 25 : ズボンとボンド (Zubon to Bondo) - Chapitre 26 : カスタムとロボコ (Kasutamu to Roboko) - Chapitre 27 : モテ杉とボンド (Mote sugi to Bondo) - Chapitre 28 : 大食いとボンド (Ōkui to Bondo) - Chapitre 29 : バレンタインとボンド (Barentain et Bondo) |                  |                   |
| 4 | 2 juillet 2021   | 978-4-08-882708-7 |
| Couverture : Roboco (couverture inspirée du volume 4 de Jujutsu Kaisen).Liste des chapitres : - Chapitre 30 : ニョンタとロボコ (Nyonta to Roboko) - Chapitre 31 : ボタンとボンド (Botan to Bondo) - Chapitre 32 : モツオとゴリラ (Motsuo to gorira) - Chapitre 33 : メイコとロボコ② (Meiko to Roboko ②) - Chapitre 34 : シュンとボンド (Shin to Bondo) - Chapitre 35 : 漫画とロボコ (Manga to Roboko) - Chapitre 36 : アカネとおバカ (Akane to o baka) - Chapitre 37 : アイドルとロボコ (Aidoru to Roboko) - Chapitre 38 : マドカとボンド (Madoko to Bondo) - Chapitre 39 : 倦怠期とロボコ (Kentaiki to Roboko) |                  |                   |
| 5 | 4 octobre 2021   | 978-4-08-882760-5 |
| Couverture : Roboco, Bondo Taira & leurs amis (couverture inspirée du volume 1 de My Hero Academia).Liste des chapitres : - Chapitre 40 : アオとロボコ (Ao to Roboko) - Chapitre 41 : 未知とロボコ (Michi to Roboko) - Chapitre 42 : サヨナラとガチゴリラ (Sayonara to Gachi Gorira) - Chapitre 43 : モツオとメイコ② (Motsuo to Meiko ②) - Chapitre 44 : ママと誕生日 (Mama to tanjōbi) - Chapitre 45 : 野球とゴリラ (Yakyū to Gorira) - Chapitre 46 : 占いとロボコ (Uranai to Roboko) - Chapitre 47 : ルリとスランプ (Ruri to suranpu) - Chapitre 48 : 造語とロボコ (Zōgo to Roboko) - Chapitre 49 : 二人とボンド (Futari to Bondo) |                  |                   |
| 6 | 4 janvier 2022   | 978-4-08-882845-9 |
| Couverture : Roboco & Nyonta (couverture inspirée du volume 15 de Demon Slayer).Liste des chapitres : - Chapitre 50 : 怪談とロボコ (Kandan to Roboko) - Chapitre 51 : 超能力とロボコ (Chōnōryoku to Roboko) - Chapitre 52 : 合併号とボンド (Gappei-gō to Bondo) - Chapitre 53 : 膝とロボコ (Hiza to Roboko) - Chapitre 54 : 愛読者アンケートとロボコ (Aidokusha ankēto to Roboko) - Chapitre 55 : 千鶴とロボコ (Chidzuru to Roboko) - Chapitre 56 : 夢とマドカ (Yume to Madoka) - Chapitre 57 : ミリーとロボコ (Mirī to Rokobo) - Chapitre 58 : 二択と二人 (Ni-taku to futari) - Chapitre 59 : 純喫茶とメイコ (Jun kissa to Meiko) |                  |                   |
| 7 | 4 mars 2022      | 978-4-08-883037-7 |
| Couverture : Gorilla Gachi, Motsuo Kaneo & Roboco (couverture inspirée des volumes 1 et 45 de Haikyū!!).Liste des chapitres : - Chapitre 60 : モテとゴリラ (Mote to Gorira) - Chapitre 61 : 恋とロボコ (Koi to Roboko) - Chapitre 62 : 2人と善行 (2-ri to zenkō) - Chapitre 63 : 炎上とロボコ (Enjō to Roboko) - Chapitre 64 : シュンと千鶴 (Shun to Chizuru) - Chapitre 65 : 理想とロボコ (Risō to Roboko) - Chapitre 66 : カワイイとミリー (Kawaī to mirī) - Chapitre 67 : 写真とボンド (Shashin to Bondo) - Chapitre 68 : ルリと編集部 (Ruri to henshū-bu) - Chapitre 69 : 弁当とロボコ (Bentō to Roboko) |                  |                   |
| 8 | 3 juin 2022      | 978-4-08-883098-8 |
| Couverture : Roboco & Nyonta (couverture inspirée du volume 1 de Oshi no Ko).Liste des chapitres : - Chapitre 70 : 聖夜とロボコ (Seiya to Roboko) - Chapitre 71 : お正月とロボコ (Oshōgatsu to Roboko) - Chapitre 72 : 記憶とボンド (Kioku to Bondo) - Chapitre 73 : DIYとロボコ (DIY to Roboko) - Chapitre 74 : 初雪とロボコ (Hatsuyuki to Roboko) - Chapitre 75 : 映画とロボコ (Eiga to Roboko) - Chapitre 76 : アカネとチョコ (Akane to choko) - Chapitre 77 : 買い替えるとロボコ (Kaikaeru to Roboko) - Chapitre 78 : ルリとアシスタント (Ruri to ashisutanto) - Chapitre 79 : タリーとメイコ (Tarī to Meiko) |                  |                   |
| 9 | 4 août 2022      | 978-4-08-883196-1 |
| Couverture : Roboco & Bondo Taira (couverture inspirée du volume 1 de Death Note).Liste des chapitres : - Chapitre 80 : お返しとモツオ (Okaeshi to Motsuo) - Chapitre 81 : 土曜売りとボンド (Doyō uri to Bondo) - Chapitre 82 : フォロワーとロボコ (Forowā et Roboko) - Chapitre 83 : アカネとロボコ (Akane to Roboko) - Chapitre 84 : 花見とロボコ (Hanami to Roboko) - Chapitre 85 : ミユミユと休日 (Miyumiyu to kyūjitsu) - Chapitre 86 : 読切とロボコ (Yomikiri to Roboko) - Chapitre 87 : テスト返しとボンド (Tesuto-gaeshi to Bondo) - Chapitre 88 : 新機能とロボコ (Shin kinō to Roboko) - Chapitre 89 : ロマンと男子 (Roman to danshi) |                  |                   |
| 10 | 4 octobre 2022   | 978-4-08-883290-6 |
| Couverture : Roboco, Bondo Taira, Motsuo Kaneo, Gorilla Gachi et Shun Motesugi (couverture inspirée du volume 1 de Chainsaw Man).Liste des chapitres : - Chapitre 90 : アニメ化とロボコ (Anime-ka to Roboko) - Chapitre 91 : コスプレとロボコ (Kosupure to Roboko) - Chapitre 92 : プリンと争奪戦 (Purin to Sōdatsu-sen) - Chapitre 93 : バイトとミリー (Baito to Mirī) - Chapitre 94 : オシャレとロボコ (Oshare to Roboko) - Chapitre 95 : 遊園地とロボコ (Yuenchi to Roboko) - Chapitre 96 : 遊園地とロボコ② (Yuenchi to Roboko 2) - Chapitre 97 : ロボコとロボコ (Roboko to Roboko) - Chapitre 98 : ツノとロボコ (Tsuno to Roboko) - Chapitre 99 : 千鶴とシュン (Chidzuru to Shun) |                  |                   |
| 11 | 2 décembre 2022  | 978-4-08-883337-8 |
| Couverture : Roboco, Bondo Taira, Nyonta, Motsuo Kaneo, Mom, Gorilla Gachi, Ruri Gachi, Meico, Madoka, Chizuru Mifune, Miri, Shun Motesugi et Akame (couverture inspirée du volume 36 de Hunter × Hunter)Liste des chapitres : - Chapitre 100 : パパとボンド (Papa to Bondo) - Chapitre 101 : 山怪とロボコ (Yamakai to Roboko) - Chapitre 102 : アルバムとロボコ (Arubamu to Roboko) - Chapitre 103 : あやつと遠足 (A yatsu to ensoku) - Chapitre 104 : ルリとタコ焼き (Ruri to takoyaki) - Chapitre 105 : 修行とロボコ (Shugyō to Roboko) - Chapitre 106 : 天体観測とロボコ (Tentai kansoku to Roboko) - Chapitre 107 : 地球滅亡とロボコ (Chikyū metsubō to Roboko) - Chapitre 108 : アカネと告白 (Akane to kokuhaku) - Chapitre 109 : ジャンプラとロボコ (Janpura to Roboko)                   |                  |                   |
| 12 | 3 mars 2023      | 978-4-08-883432-0 |
| Couverture : Roboco, Bondo Taira, Motsuo Kaneo & Gorilla Gachi (couverture inspirée du volume 5 de Naruto)Liste des chapitres : - Chapitre 110 : 美容室とボンド (Miyōshitsu to Bondo) - Chapitre 111 : 謎解きとロボコ (Nazotoki to Roboko) - Chapitre 112 : シンデレラとロボコ (Shinderera to Roboko) - Chapitre 113 : TikTokとロボコ (TikTok to Roboko) - Chapitre 114 : W杯とロボコ (W-Hai to Roboko) - Chapitre 115 : 無限とロボコ (Mugen to Roboko) - Chapitre 116 : 出会いとロボコ (Deai to Roboko) - Chapitre 117 : 入れ替わりとボンド (Irekawari to Bondo) - Chapitre 118 : 聖夜と2年目 (Seiya to 2-nen-me) - Chapitre 119 : 初デートとボンド (Hatsu Dēto to Bondo) |                  |                   |
| 13 | 2 juin 2023      | 978-4-08-883554-9 |
| Liste des chapitres : - Chapitre 120 : 百人一首とロボコ (Hyakunin'isshu to Roboko) - Chapitre 121 : おはスタとロボコ (Ohasuta to Roboko) - Chapitre 122 : ファミマとロボコ (Famima to Roboko) - Chapitre 123 : (LINE to Roboko) - Chapitre 124 : 女子会とロボコ (Onagokai to Roboko) - Chapitre 125 : エデンとロボコ (Eden to Roboko) - Chapitre 126 : エデンとロボコ2 (Eden to Roboko 2) - Chapitre 127 : 卓球とロボコ (Takkyū to Roboko) - Chapitre 128 : バズりとロボコ (Bazuri to Roboko) - Chapitre 129 : 山と芹澤 (Yama to Serizawa) |                  |                   |
| 14 | 4 août 2023      | 978-4-08-883590-7 |
| Liste des chapitres : - Chapitre 130 : OMとロボコ (Ōdāmeido to Roboko) - Chapitre 131 : ライラとロボコ (Raira to Roboko) - Chapitre 132 : 日記とアカネ (Nikki to Akane) - Chapitre 133 : けん玉とロボコ (Kendama to Roboko) |                  |                   |
| 15 | 2 novembre 2023  | 978-4-08-883689-8 |
| 16 | 4 janvier 2024   | 978-4-08-883796-3 |
| 17 | 4 avril 2024     | 978-4-08-883879-3 |
| 18 | 4 juillet 2024   | 978-4-08-884127-4 |
| 19 | 4 septembre 2024 | 978-4-08-884166-3 |
| 20 | 4 janvier 2025   | 978-4-08-884286-8 |
| 21 | 4 avril 2025     | 978-4-08-884391-9 |
| 22 | 2 mai 2025       | 978-4-08-884515-9 |
| 23 | 4 août 2025      | 978-4-08-884612-5 |
| — |                  |                   |

## Adaptations

### Anime
En mai 2022, il a été annoncé que la série serait adaptée en série télévisée animée. Initialement annoncé pour l'hiver sur TV Tokyo, l'anime est diffusé depuis le 5 décembre 2022 sous forme d'épisodes courts de cinq minutes.

### Autres adaptations
En juillet 2022, un projet avec prises de vues réelles a été annoncé. Il a ensuite été révélé qu'il s'agissait d'une collaboration avec le cosplayer Enako et d'une figurine à l'effigie de Roboco produite par Sentinel Co., Ltd. dans le cadre de sa série de figurines Riobot,.

## Réception
Me and Roboco a été nommé dans la catégorie du meilleur manga imprimé lors des Next Manga Awards 2021 et s'est classé 13e sur 50 nommés. La série s'est classée au 11e rang des bandes dessinées recommandées par les employés de librairie de Nationwide en 2022.